# Stabljika
Stabljika je vegetativni dio biljke i jedna od dvije glavne strukturne osi vaskularnih biljaka. Druga strukturna os je korijen. Kod većine biljaka, stabljike se nalaze iznad površine tla, ali neke biljke imaju podzemne stabljike.
Stabljika ima četiri glavne funkcije:
- služi kao oslonac, potporanj za ostale dijelove biljke kao što su listovi i cvjetovi i dr.; zbog stabljike biljka je uspravna i ima pristup svjetlosti,
- služi prijenosu tekućina (vode i hranjivih tvari) između korijena i nadzemnih dijelova biljke,
- u stabljici se skladište hranjive tvari,
- izgrađuje novo živo biljno tkivo; Normalan životni vijek biljne stanice je jedna do tri godine pa se trebaju izgrađivati nove stanice i tkiva.

Stabljike se obično sastoje od tri tkiva: epiderme, primarne kore i centralnog cilindra. Epiderma prekriva vanjsku površinu stabljike i obično služi za hidroizolaciju, zaštitu i kontrolu izmjenu plinova. Primarna kora je višeslojna. Kod nadzemnih stabljika ponekad sadrži kloroplaste, a kod podzemnih velike količine rezervnih tvari. Centralni cilindar osigurava prijenos vode i mineralnih tvari i ima strukturnu potporu.
Prema anatomskoj građi, stabljike se dijele na zeljaste i drvenaste. Zeljastu stabljiku imaju jednogodišnje i dvogodišnje biljke, rjeđe trajnice. Drvenastu stabljiku ima drveće i grmlje. 
Stabljika se grana monopodijalno, simpodijalno i dihotomski.
Preobrazbe (metamorfoze) stabljike su: podanak, gomolj, trnovi, platikadiji, fitokladiji, vitice, lukovice i dr.